# Elecciones estatales extraordinarias de Oaxaca de 2017
Las elecciones estatales extraordinarias de Oaxaca de 2017 se llevaron a cabo el domingo 4 de junio de 2017, y en ellas fue renovado el siguiente cargo de elección popular:
- 1 Presidente Municipal.

## Resultados electorales

### Municipio de Santa María Xadani
|  | 0.29 % |

|  | 48.15 % |

|  | 0.16 % |

|  | 0.26 % |

|  | 0.23 % |

|  | 1.79 % |

|  | 0.21 % |

|  | 48.62 % |

|  | 0.00 % |

|  | 0.29 % |

|  | 100.00 % |